# Fiona Melrose
Fiona Melrose, née en 1973 à Johannesburg, est une romancière sud-africaine.

## Biographie
Fiona Melrose est la deuxième enfant d’un père avocat et d’une mère travaillant dans le secteur médical. Elle fait sa scolarité dans une Afrique du Sud sous le régime de l'apartheid. Sa famille, blanche, est assez conservatrice, mais sa marraine fait partie des Black Sash. Elle lit Enid Blyton, et, adolescente, André Brink et Nadine Gordimer, puis Virginia Woolf, mais aussi Charlotte Perkins Gilman et Radclyffe Hall. 
Après ses études, elle se consacre à  l’analyse politique pour une ONG, avant d’accepter un travail  d’analyste de marchés financiers à Londres. Puis elle reprend des études et finalise une maîtrise en écriture créative à Suffolk, en Angleterre, dans l’Est-Anglie. 
En 2016, elle écrit son premier roman, Mindwinter dont l'intrigue de ce roman se situe entre les terres agricoles du Suffolk anglais et la Zambie. L'œuvre est sélectionnée pour le Baileys Women's Prize for Fiction 2017,. Puis elle rentre s'installer en Afrique du Sud, initialement pour des raisons familiales. 
Son deuxième roman, Johannesburg, est publié en 2017. C'est à la fois un hommage à Mrs Dalloway, le roman de Virginia Woolf publié en 1925, et une critique de la situation sociale et économique en Afrique du Sud. Comme le roman de Virginia Woolf, l'œuvre de Fiona Melrose se déroule en une journée, le 6 décembre 2013, c'est-à-dire le lendemain de la mort de Nelson Mandela.

## Œuvres
- Midwinter [« Midwinter », 2016], trad. d'Édith Soonckindt, Paris, Éditions Quai Voltaire, 2018, 291 p.  (ISBN 978-2-7103-8447-2)[6],[7]
- Johannesburg [« Johannesburg », 2017], trad. de Cécile Arnaud, Paris, Éditions Quai Voltaire, 2020, 320 p.  (ISBN 978-2-7103-8593-6)[8].